# Opzione (acquisto di aeromobili)
Una opzione, in termini di acquisto aeromobili, è un accordo, tra l'acquirente ed il costruttore, per eventuali aeromobili aggiuntivi (a prezzo e date di consegna prestabiliti) oltre a quelli stabiliti dal contratto di acquisto.
Quando l'acquirente (ad esempio una compagnia aerea) firma un ordine per l'acquisto di aeromobili, ha la possibilità di includere nel contratto un certo numero di aeromobili in opzione, i quali danno la possibilità alla compagnia di aumentare la quantità di aeroplani ordinati convertendo le opzioni in ordini effettivi. Le opzioni possono essere convertite in ordini definitivi in qualsiasi momento da parte dell'acquirente.
Gli aeroplani in opzione hanno prezzo e data di consegna prestabiliti dal contratto di acquisto, per cui inserendo delle opzioni l'acquirente si riserva uno slot di consegna garantito in caso di necessità di ulteriori aeroplani.
Una volta avviato il contratto definitivo per la costruzione degli aerei in opzione, questi hanno infatti la precedenza di consegna rispetto agli ordini di altri acquirenti, al fine di rispettare i termini contrattuali in termini di tempi di consegna.
Nel caso in cui la compagnia non necessiti di aeromobili aggiuntivi rispetto a quelli stabiliti dal contratto, le opzioni non hanno l'obbligo di essere convertite in ordini definitivi.